# بدن (بلدة)
بدن هي بلدة تقع في محافظة عمان، شمال غرب الأردن 